# Hamani Diori
Hamani Diori (Soudouré, 6 giugno 1916 – Rabat, 23 aprile 1989) è stato il primo Presidente della Repubblica del Niger.

## Gli inizi
Nacque nella città di Soudouré, vicino alla capitale Niamey, ed era il figlio di un ufficiale della salute pubblica dell'amministrazione coloniale francese. Frequentò la William Ponty Teachers Training College a Dakar, in Senegal, e lavorò come insegnante in Niger dal 1936 al 1938. Nel 1946, mentre lavorava come preside in una scuola di Niamey, divenne uno dei fondatori del Partito Progressista Nigerino (PPN) e fu eletto all'Assemblea nazionale francese. Nel 1958, dopo un referendum che concesse al Niger una certa autonomia, Diori divenne presidente del governo provvisorio e successivamente, nel 1959 divenne Primo ministro della Repubblica. Durante questo periodo, il governo francese vietò tutti i partiti politici, tranne il PPN, rendendo effettivamente il Niger un Partito-Stato.

## Presidente del Niger
Il Niger ottenne l'indipendenza dalla Francia il 3 agosto 1960 e Diori fu eletto presidente della Assemblea nazionale del paese tre mesi dopo. Durante la sua presidenza, Diori favori il mantenimento delle tipiche strutture sociali e tradizionali nigerine e preservò gli stretti legami economici con la Francia. Diori è stato rieletto in modo incontrastato sia nel 1965 sia nel 1970 e i suoi provvedimenti furono ratificati dal parlamento quasi all'unanimità. Si guadagnò il rispetto di tutto il mondo per il suo ruolo di portavoce degli affari africani, e di paciere nei conflitti che coinvolgevano le altre nazioni del continente; sul piano interno, invece, i suoi governi erano corrotti e negligenti, incapaci di attuare le riforme strutturali di cui il suo paese aveva un disperato bisogno. Nel 1965 sopravvisse a un attentato e sventò un colpo di Stato ai suoi danni, e in risposta a delle manifestazioni di protesta ordinò all'esercito di reprimere nel sangue qualunque tipo di opposizione al suo regime. A lui è intitolato l'Aeroporto di Niamey-Diori Hamani, scalo della capitale del Paese.

## La caduta
L'acuirsi dei disordini civili nel paese e la perdita del supporto delle principali etnie del Niger indebolirono fortemente il governo di Diori che fu spodestato con un colpo di Stato, nel 1974, dai militari del tenente colonnello Seyni Kountché. Venne incarcerato per 6 anni e condotto nel 1980 agli arresti domiciliari per i successivi 7 anni. Morì il 23 aprile 1989 all'età di 72 anni.

## Onorificenze

### Onorificenze nigerine
Personalmente è stato insignito dei titoli di: